# Dendrolasma dentipalpe
Espèce
Dendrolasma dentipalpe est une espèce d'opilions dyspnois de la famille des Nemastomatidae.

## Distribution
Cette espèce est endémique de Californie aux États-Unis. Elle se rencontre dans les comtés de Humboldt, de Siskiyou et de Del Norte.

## Description
Le mâle holotype mesure 3,2 mm et les mâles paratypes 3,1 et 3,2 mm.

## Systématique et taxinomie
Cette espèce a été décrite par Shear et Gruber en 1983.

## Publication originale
- Shear & Gruber, 1983 : « The opilionid subfamily Ortholasmatinae (Opiliones, Troguloidea, Nemastomatidae). » American Museum Novitates, no 2757, p. 1–65 (texte intégral).